# スイス民法典

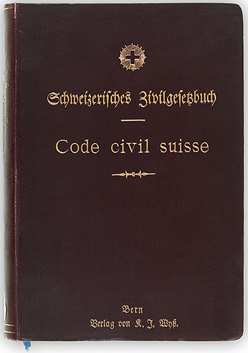
スイス民法典初版

スイス民法典（スイスみんぽうてん、独: Schweizerisches Zivilgesetzbuch、仏: Code civil suisse、伊: Codice civile svizzero、英: Swiss civil code、略称：ZGB）とは、スイス連邦における私人間の法律関係を規律する法典（民法典）である。1907年12月10日に成立し、1912年に施行された。
オイゲン・フーバーにより起草され、後にVirgile RosselとBrenno Bertoniによってフランス語とイタリア語に翻訳された（当時は、ロマンシュ語は公用語ではなかった）。洗練されているが冗長な法文も多少はあったドイツ民法典と比べても良く進歩しており、フランス人法学者からも、日本民法典とともに近代民法典中の最高傑作であるとの評価がある。
スイス民法典は、ドイツ民法典の影響を大きく受け、一部ナポレオン法典の影響も受けているが、多くの比較法学研究者（ロドルフォ・サッコ等）は、民法の独自の枠組みに由来していると指摘する。トルコ民法典は、スイス民法典に若干の修正を加えて、世俗主義のケマリスト体制時代だった1926年に制定されたものである。

## 概要
法人の設立について、自由設立主義を採用しているといわれる。その根拠条文は次の通り。